# U kamina
U kamina (ryska: У камина) är en rysk stumfilm från 1917, regisserad av Pjotr Tjardynin.

## Rollista
- Vera Cholodnaja – Lidia Lanina
- Vladimir Maksimov – Pesjtjerskij
- Vitold Polonskij – Lanin
- Klavdia Aleksejeva – Ljudmila